# Eucereon obliquifascia
Eucereon obliquifascia är en fjärilsart som beskrevs av Rothschild 1912. Eucereon obliquifascia ingår i släktet Eucereon och familjen björnspinnare. Inga underarter finns listade i Catalogue of Life.